# Долни Марян
Долни Марян е село в Северна България. То се намира в община Елена, област Велико Търново.

## География
Село Долни Марян се намира в планински район.